# Guadalupe (Guanajuato)
Guadalupe es una localidad del estado mexicano de Guanajuato. Es parte del municipio de San Felipe.

## Toponimia
El nombre de la población hace referencia a la santa patrona de la localidad: Nuestra Señora de Guadalupe.

## Demografía
| Gráfica de evolución demográfica |
|                                  |

| Censo | Población |
| ----- | --------- |
| 1900  | 47        |
| 1910  | 30        |
| 1921  | —         |
| 1930  | 82        |
| 1940  | 62        |
| 1950  | 50        |
| 1960  | 111       |
| 1970  | 794       |
| 1980  | 928       |
| 1990  | 1 283     |
| 2000  | 1 395     |
| 2010  | 1 485     |
| 2020  | 1 645     |